# Meeting International Mohammed VI d'Athlétisme 2018
Meeting international Mohammed-VI 2018 byl lehkoatletický mítink, který se konal 13. července 2018 v marockém Rabatu. Byl součástí série mítinků Diamantové ligy. 

## Výsledky

### Muži
| Disciplína             | 1. místo                | 2. místo                   | 3. místo                    |
| Běh na 100 m           | Christian Coleman 9,98  | Ronnie Baker 9,98          | Noah Lyles 9,99             |
| Běh na 400 m           | Akeem Bloomfield 44,33  | Abdalleleh Haroun 44,69    | Matthew Hudson-Smith 44,79  |
| Běh na 1500 m          | Brahim Kaazouzi 3:33,22 | Filip Ingebrigtsen 3:33,40 | Ayanleh Souleiman 3:33,42   |
| Běh na 3000 m          | Yomif Kejelcha 7:32,93  | Birhanu Balew 7:34,26      | Stewart McSweyn 7:34,79     |
| Běh na 3000 m překážek | Benjamin Kigen 8:06,19  | Chala Beyo 8:07,27         | Soufiane El Bakkali 8:09,58 |
| Skok o tyči            | Sam Kendricks 586 cm    | Paweł Wojciechowski 580 cm | Timur Morgunov 580 cm       |
| Skok daleký            | Tajay Gayle 809 cm      | Marquis Dendy 805 cm       | Jarrion Lawson 803 cm       |
| Hod oštěpem            | Magnus Kirt 89,75 m     | Andreas Hofmann 88,58 m    | Jakub Vadlejch 85,31 m      |

### Ženy
| Disciplína            | 1. místo                         | 2. místo                     | 3. místo                     |
| Běh na 200 m          | Shaunae Millerová-Uibo 22,29     | Dina Asherová-Smithová 22,40 | Jenna Prandiniová 22,60      |
| Běh na 800 m          | Francine Niyonsabaová 1:57,90    | Natoya Gouleová 1:58,33      | Rababe Arafiová 1:58,84      |
| Běh na 1000 m         | Caster Semenyaová 2:31,01        | Ce'Aira Brownová 2:35,85     | Kaela Edwardsová 2:36,13     |
| Běh na 5000 m         | Hellen Onsando Obiriová 14:21,87 | Sifan Hassanová 14:22,90     | Letesenbet Gideyová 14:23,02 |
| Běh na 100 m překážek | Brianna McNealová 12,51          | Sharika Nelvisová 12,58      | Christina Manningová 12,78   |
| Skok vysoký           | Mirela Demirevová 194 cm         | Julija Levčenková 194 cm     | Marija Lasickeneová 190 cm   |
| Trojskok              | Caterine Ibargüenová 14,96 m     | Kimberly Williamsová 14,47 m | Tori Franklinová 14,42 m     |
| Vrh koulí             | Christina Schwanitzová 19,40 m   | Alëna Dubickaja 19,21 m      | Valerie Adamsová 18,93 m     |